# José María Silvero
José María Silvero (Provincia de Corrientes, 21 de septiembre de 1931 - La Plata, 2 de agosto de 2010) fue un futbolista y director técnico argentino. 
Se desempeñó como defensor primero en Estudiantes de La Plata, y luego en Boca Juniors, obteniendo con ambos clubes varios títulos nacionales. Una vez retirado, dirigió a Boca Juniors al principio de la década de 1970, obteniendo el Nacional 1970.
Dirigió también varios clubes argentinos:Defensores de Cambaceres (antes que Boca), Rosario Central, Estudiantes, Atlanta, Colón, Lanús. En el extranjero dirigió a Club Sport Emelec de Ecuador, y Unión Española de Chile.
Posteriormente se desempeñó como coordinador general de la escuela para directores técnicos "Osvaldo Zubeldía" de la ciudad de La Plata.

## Clubes

### Como jugador
| Club                    | País      | Año       |
| ----------------------- | --------- | --------- |
| Estudiantes de La Plata | Argentina | 1952-1961 |
| Boca Juniors            | Argentina | 1962-1966 |

## Palmarés

### Como jugador

#### Campeonatos nacionales
| Título           | Club         | País      | Año  |
| ---------------- | ------------ | --------- | ---- |
| Primera División | Boca Juniors | Argentina | 1962 |
| Primera División | Boca Juniors | Argentina | 1964 |
| Primera División | Boca Juniors | Argentina | 1965 |

### Como entrenador

#### Campeonatos nacionales
| Título             | Club         | País      | Año    |
| ------------------ | ------------ | --------- | ------ |
| Primera División   | Boca Juniors | Argentina | N-1970 |
| Primera B Nacional | Lanús        | Argentina | 1976   |